# Guilly (Loiret)
 Guilly  es una población y comuna francesa, situada en la región de Centro, departamento de Loiret, en el distrito de Orleans y cantón de Sully-sur-Loire.

## Demografía
| 461 | 471 | 478 | 481 | 508 | 540 |
| Para los censos de 1962 a 1999 la población legal corresponde a la población sin duplicidades (Fuente: INSEE [Consultar]) |     |     |     |     |     |